# Ехуд Олмерт
Ехуд Олмерт е израелски политик, бивш кмет на Йерусалим (1993-2003) и министър-председател на Израел (2006-2009). Роден е на 30 септември 1945 г. в град Бенямина, северно от Тел Авив.

## Жизнен път
Олмерт произхожда от средите на руската еврейска емиграция. Служил в израелската пехота, става кореспондент на военно списание. завършва Еврейския университет в Йерусалим с титла в сферата на психологията, философията и правото. Има успешна практика като адвокат.
Оженен е за художничката Алиса Олмерт и имат 4 деца.

## Политика
За първи път става депутат в Кнесета през 1973 г., след което е избиран за депутат още шест пъти. В партията Ликуд играе ролята на касиер. През 1999 г. Олмерт се опитва да смени Ариел Шарон на председателския пост на Ликуд. По време на дългата си политическа и парламентарна кариера е бил министър без портфейл в правителството на Ицхак Шамир, а по-късно (1990-1992) и министър на здравеопазването.
През ноември 1993 г. Олмерт става кмет на Йерусалим. В първия период на дейността си като кмет Олмерт защитава политиката на единен Йерусалим и отхвърля идеите за Източен Йерусалим като евентуална бъдеща столица на хипотетична палестинска държава. Последователно прокарва политика на лишаване на палестинците от източната част на града от гражданство, опитвайки се да прокарва еврейски строителни и инфраструктурни проекти в Източен Йерусалим. Жертвайки големи средства Олмерт успява да подобри инфраструктурата на града и градската среда като цяло.
През февруари 2003 г. Олмерт става министър на индустрията и търговията и заметник министър-председател. От 23 септември същата година е и министър на информацията. В тази си роля той подкрепя политиката на изтегляне на Израел от окупираните територии. Подобно на Шарон Олмерт се дистанцира от дълго следваната политика на създаване на т.нар. „Голям Израел“ и се застъпва за това Израел едностранно да определи окончателните си граници.
Ехуд Олмерт се счита за един от доверените хора на Ариел Шарон и изразител на неговите идеи. Често е сочен за прагматичен и светски настроен политик.
На 7 август 2005 г. след оттеглянето на Бенямин Нетаняху от правителството на Ликуд става министър на финансите. След основаването на новата партия Кадима напуска Ликуд и става член на Кадима.
На 4 януари 2006 г. след мозъчния инсулт на Шарон заема поста на временно изпълняващ функциите на министър-председател на Израел. Остава премиер до 2009 г.